# Бёклер, Иоганн Генрих
Иоганн Генрих Бёклер (нем. Johann Heinrich Boeckler, лат. Johannes Boeclerus; 13 декабря 1611, Кронхайм близ Гунценхаузен — 12 сентября 1672, Страсбург) — немецкий энциклопедист, историограф, историк, юрист, филолог, педагог, профессор истории, логики и политологии Уппсальского университета.

## Биография
Родился в семье протестантского священника. Брат архитектора Георга Андреаса Бёклера.
Первоначальное образование получил в школе при Хайльсброннском монастыре, затем Альтдорфском университете, продолжил учёбу в университетах Тюбингена и Страсбурга. После окончания университета поселился Страсбурге, работал учителем в местной гимназии, с 1637 года — профессор риторики и истории. Служил каноником.
Прославился своей учёностью на всю Европу. В 1649 году королева Швеции Кристина пригласила его в Швецию. Во время Тридцатилетней войны переехал в эту скандинавскую страну. Работал профессором истории, логики и политологии в Уппсальском университете.
В 1650 году получил диплом государственного историка Швеции. В 1654 году вернулся на родину и стал профессором Страсбургского университета.

## Избранные труды
- Orationes duae. I. de C. Taciti Historia, II. de Tiberii Caesaris principatu. Straßburg 1636
- Historia schola principum. 1640
- In C. Corn. Taciti quinque libros histor. annotatio politica. Straßburg 1648
- Disseratio De Notitia Reipublicae, Ad C: Corn. Taciti lib. IV, 33. Uppsala 1649.
- Nomima tōn Aigyptiōn, sive leges Aegyptiorum., 1657
- Iosephus Philonis, sive bios politiku, vita viri civilis., 1660
- In Hugonis Grotii Ius Belli Et Pacis, Ad Illustrißimum Baronem Boineburgium Commentatio Jo. Henrici Boecleri. Straßburg 1663/1664
- Elogium Christophori Forstneri. 1669
- Collegium politicae posthumum. Oder polit. Discourse von 1. Verbesserung Land und Leuth, 2. Anrichtung guter Policey, 3. Erledigung grosser Ausgaaben, und 4. eines jeden Regenten jährlichen Gefäll und Einkommen. Anno (editori Magisteriali) 1669. zu Strassburg von dem weitberühmten JCto, und der Rechten Professore, Hn. J. Heinr. Böcklern, nun aber zu geminem Besten publicè andas Liecht gebracht, und zum Druck befördert. o.O., o.J.Straßburg 1670
- Bibliographia historico-politico-philologica curiosa. Leipzig 1677
- Joh. Henrici Boecleri kurtze Anweisung, wie man die Authores classicos bey und mit der Jugend tractiren soll. So auch desselben dissertatio epistolica postrema de Studio politico bene instituendo. Straßburg 1680
- Institutiones politicae. 1704
- Joh. Heinrici Boecleri Viri Celeberrimi Libellus Memorialis Ethicus, 1712
- Theses Juridicae de testamentis solemnibus et minus solemnibus. 1720